# Động Thiên Tôn
Động Thiên Tôn là một động ở phía bắc phường Hoa Lư, tỉnh Ninh Bình, Việt Nam. Động ở chân núi Voi, cách ngã ba Thiên Tôn 20°17′59″B 105°57′09″Đ / 20,299777°B 105,952458°Đ trên Quốc lộ 1 cỡ gần 1 km. Động là di tích lịch sử văn hóa thuộc khu di tích cố đô Hoa Lư. Nếu như núi chùa Bái Đính thờ thần Cao Sơn là vị thần núi trấn giữ ở cửa ngõ phía tây vào thành Tây, hang động Tràng An thờ thần Quý Minh là vị thủy thần trấn giữ ở cửa ngõ phía Nam vào thành Nam thì động chùa Thiên Tôn là di tích thờ thần Thiên Tôn, là vị thiên thần trấn giữ ở cửa ngõ phía đông vào thành Đông của khu di tích cố đô Hoa Lư.
Động Thiên Tôn thờ thần Thiên Tôn, vị thần trong truyền thuyết ở kinh đô Hoa Lư thế kỷ X. Tương truyền, trước khi đem quân đi dẹp loạn 12 sứ quân, Đinh Bộ Lĩnh đã mang lễ vật vào tế lễ trong động để mong được thần giúp đỡ đánh tan các sứ quân khác. Sau khi lên ngôi vua, Đinh Tiên Hoàng Đế đóng đô ở Hoa Lư, ông đã cho xây cất nhà Tiền Tế và Kính Thiên Đài là nơi tiếp đón các sứ thần nước ngoài trước khi vào kinh đô.
Di chỉ khảo cổ học tại động Thiên Tôn được phát hiện năm 1981. Hiện vật gồm gạch lát nền có trang trí chim phượng và hoa sen, các mảnh mô hình tháp, các mảnh sóng nước 3 ngọn thủy kích thước khác nhau, 2 tượng vịt nhỏ như thời Lý, 1 tượng đầu rồng thời Trần, nhiều khối mảnh bệ hoa sen kích thước khác nhau được tráng men xanh, men vàng, nhiều mảnh đất nung có trang trí – trong động có 1 di vật đá hình khối hộp chữ nhật chạm hình rồng.
Động Thiên Tôn cùng với quần thể nhà thờ họ Trương Việt Nam, nơi thờ Ngọc Hoàng Thượng đế và các danh nhân họ Trương tiêu biểu trong lịch sử Việt Nam là những điểm du lịch hấp dẫn phía bắc phường Hoa Lư, tỉnh Ninh Bình.

## Thần Thiên Tôn
Theo thần tích đình làng Bích Đào, làng Đại Phong, Ninh Bình, thì thần Thiên Tôn là một vị thiên thần, nguyên là hoàng tử, do hoàng hậu nằm mộng thấy nuốt mặt trời, có thai rồi sinh ra ngài vào ngày mồng 3 tháng 3 năm Khai hoàng thứ 25 (năm 625), gọi là Huyền Nguyên. Lớn lên hoàng tử dũng mãnh hơn người, đi khắp thiên hạ, vào núi Dũng Dương (Hoa Lư) tu luyện 42 năm, khi đắc đạo có thể bay lượn, biến hóa, tận trừ tà ma quỷ quái. Ngọc hoàng ban cho thanh kiếm Tam thai thất tinh và phong làm Bắc phương Trấn Vũ đại tướng quân. Sau phóng gươm ở dưới núi Cánh Diều (Ninh Bình) mà hóa. Năm 938, Cao Đô Đường Thái sư xây đền ở cửa động Thiên Tôn, tạc tượng tay chống bảo kiếm, chân đạp lên rùa rắn và ban sắc phong là Trấn Vũ An Quốc đại vương... Đinh Tiên Hoàng khởi nghĩa ở động Hoa Lư được hai tướng Rùa, Rắn của thần giúp sức nên được sắc phong là An Quốc hoàng đế. Ở phía đông cố đô Hoa Lư có 7 nơi thờ thần là Bích Đào, Đại Phong, Yên Cư của huyện Yên Khánh, Lực Giá và Phú Gia thuộc Ninh Bình.
Như vậy, thần Thiên Tôn, thần Quý Minh cùng với thần Cao Sơn là những vị thần có nguồn gốc phát tích ở vùng văn hóa Hoa Lư. Đều là những vị thần đại diện cho các sức mạnh siêu nhiên của trời, đất và núi được thờ ở các cửa ngõ Hoa Lư tứ trấn để bảo vệ kinh đô Hoa Lư theo quan niệm của người xưa. Toàn cảnh khu vực động - chùa Thiên Tôn là những kiến trúc cổ kính lẫn trong vườn rộng và nhiều cây ăn quả, cây đại thụ. Động Thiên Tôn gồm có hai hang: Hang Ngoài và hang Trong. Ngay cửa hang Trong có một Long Đĩnh làm toàn bằng đá xung quanh đều chạm khắc nổi rồng mây. Trong toà Long Đĩnh chỉ đặt một tượng thần Thiên Tôn bằng đồng, đứng trên lưng rùa. Tượng được trang trí nhiều màu sắc rực rỡ. Hai tay thần để trước ngực, nắm trắc đốc kiếm thần, chống mũi kiếm xuống lưng rùa. Vì thế động được gọi là động Thiên Tôn.
Vinh danh thần Thiên Tôn, thị trấn trung tâm huyện Hoa Lư cũ có tên gọi là thị trấn Thiên Tôn.

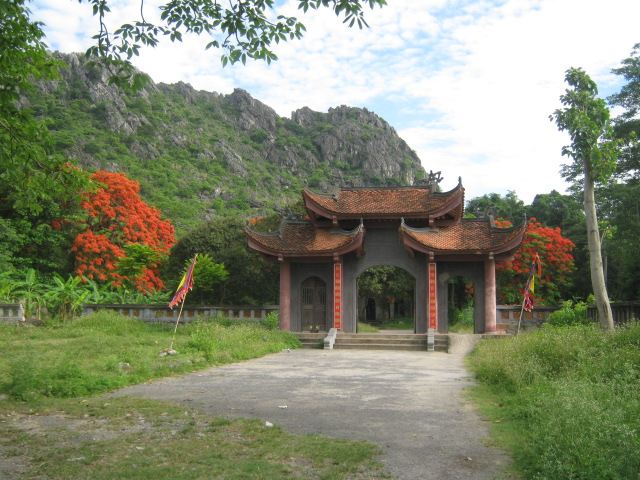
Cổng vào động Thiên Tôn
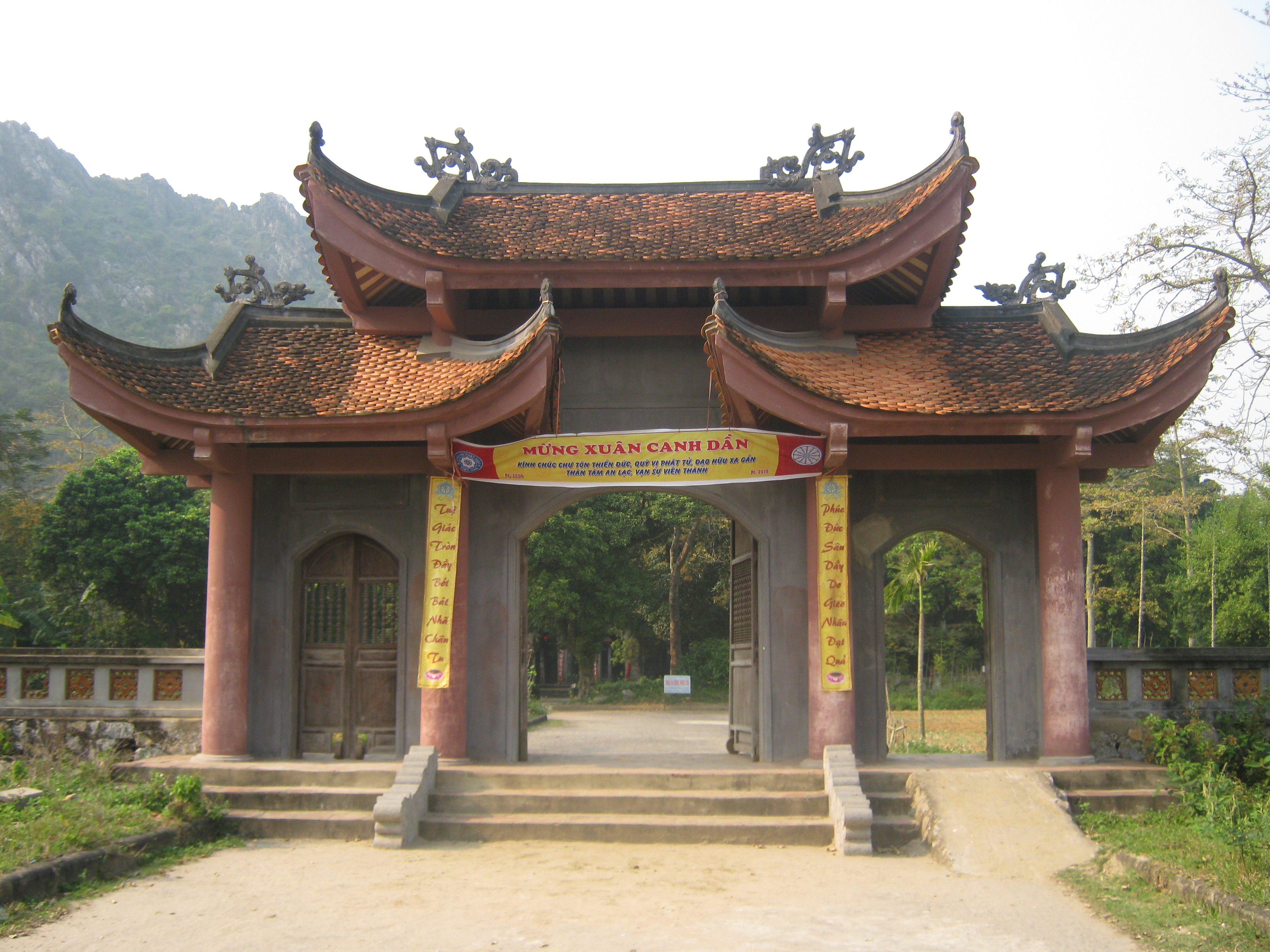
cửa động
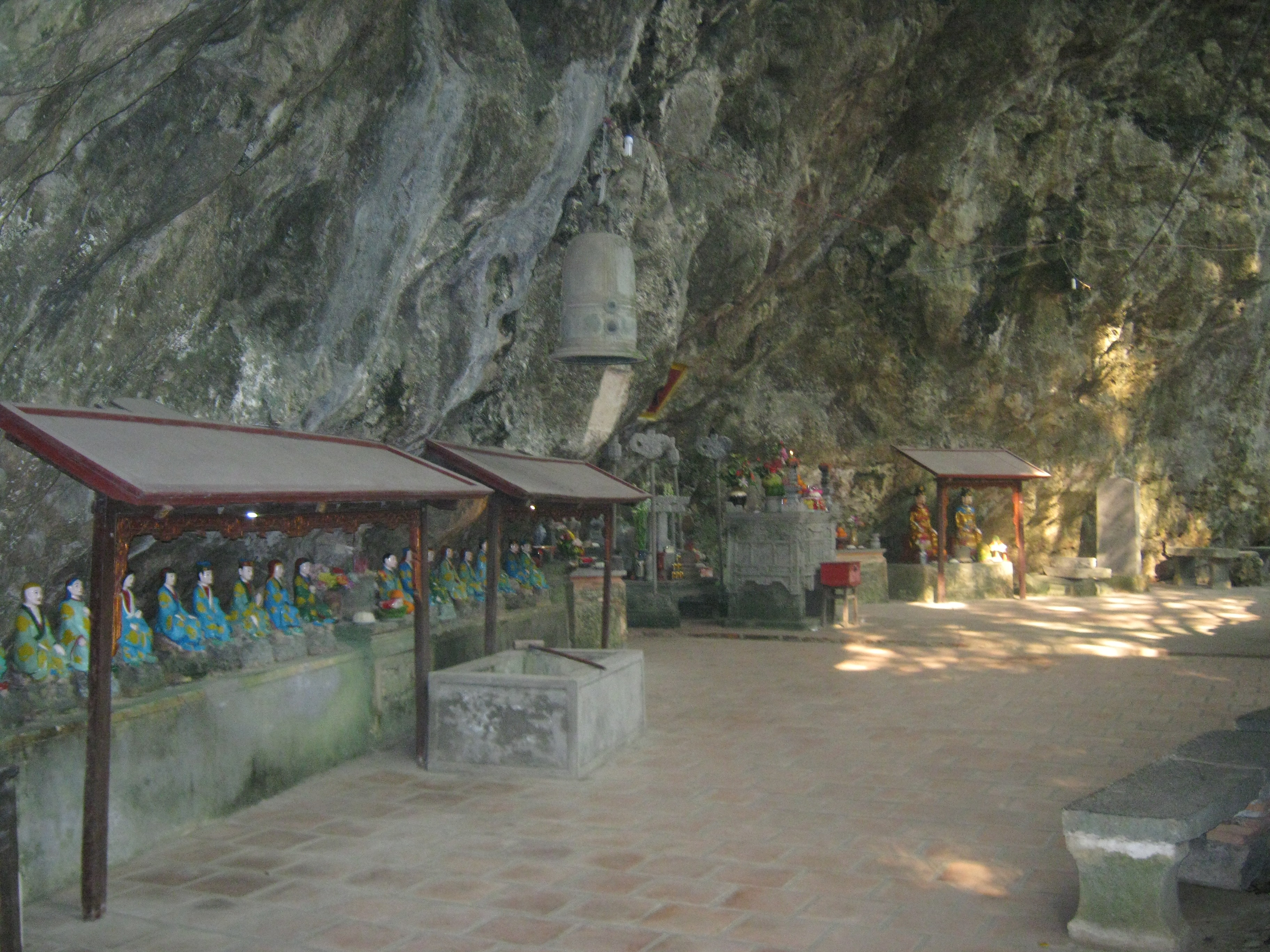
hang vòm
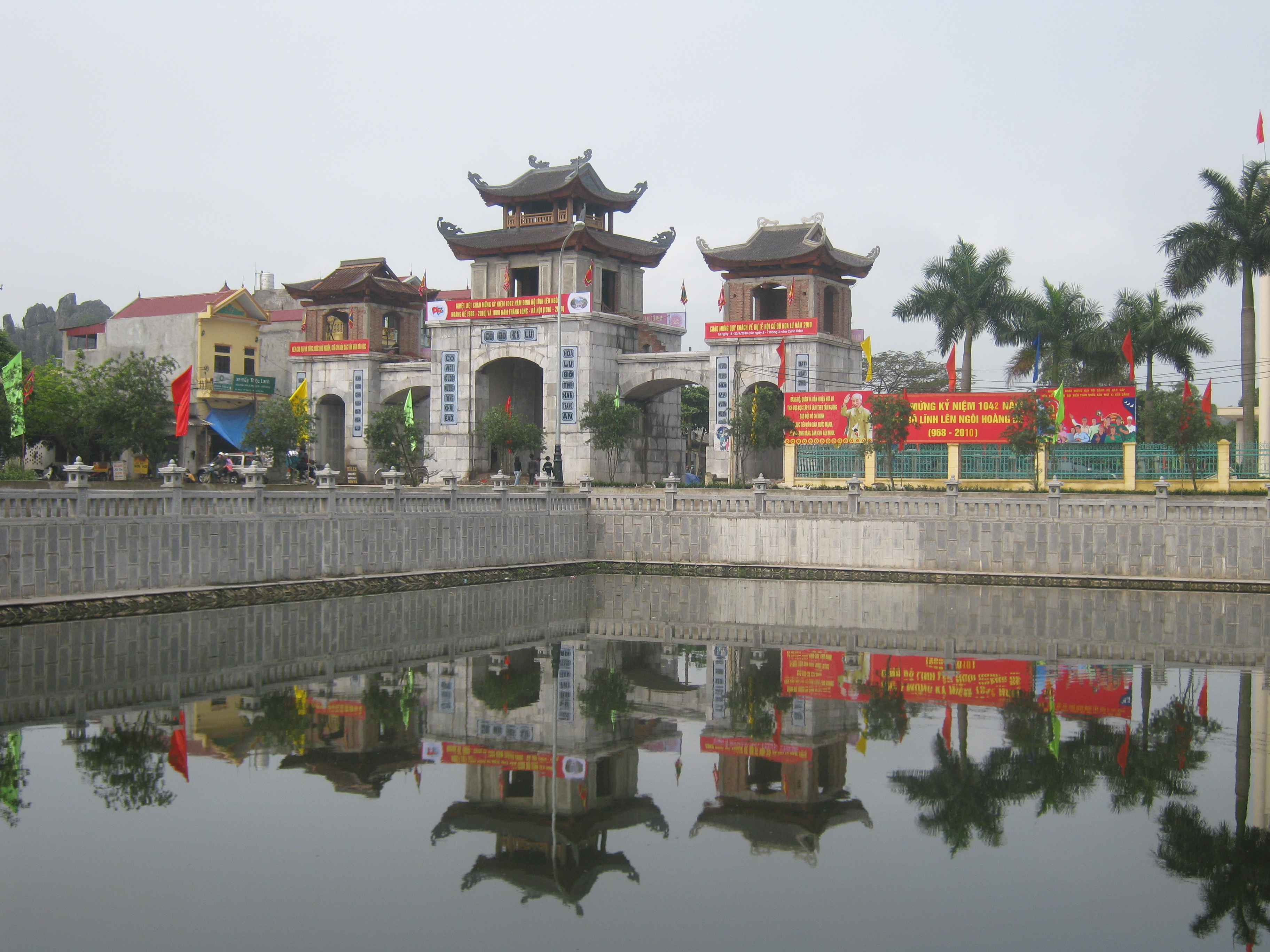
cửa Đông vào cố đô
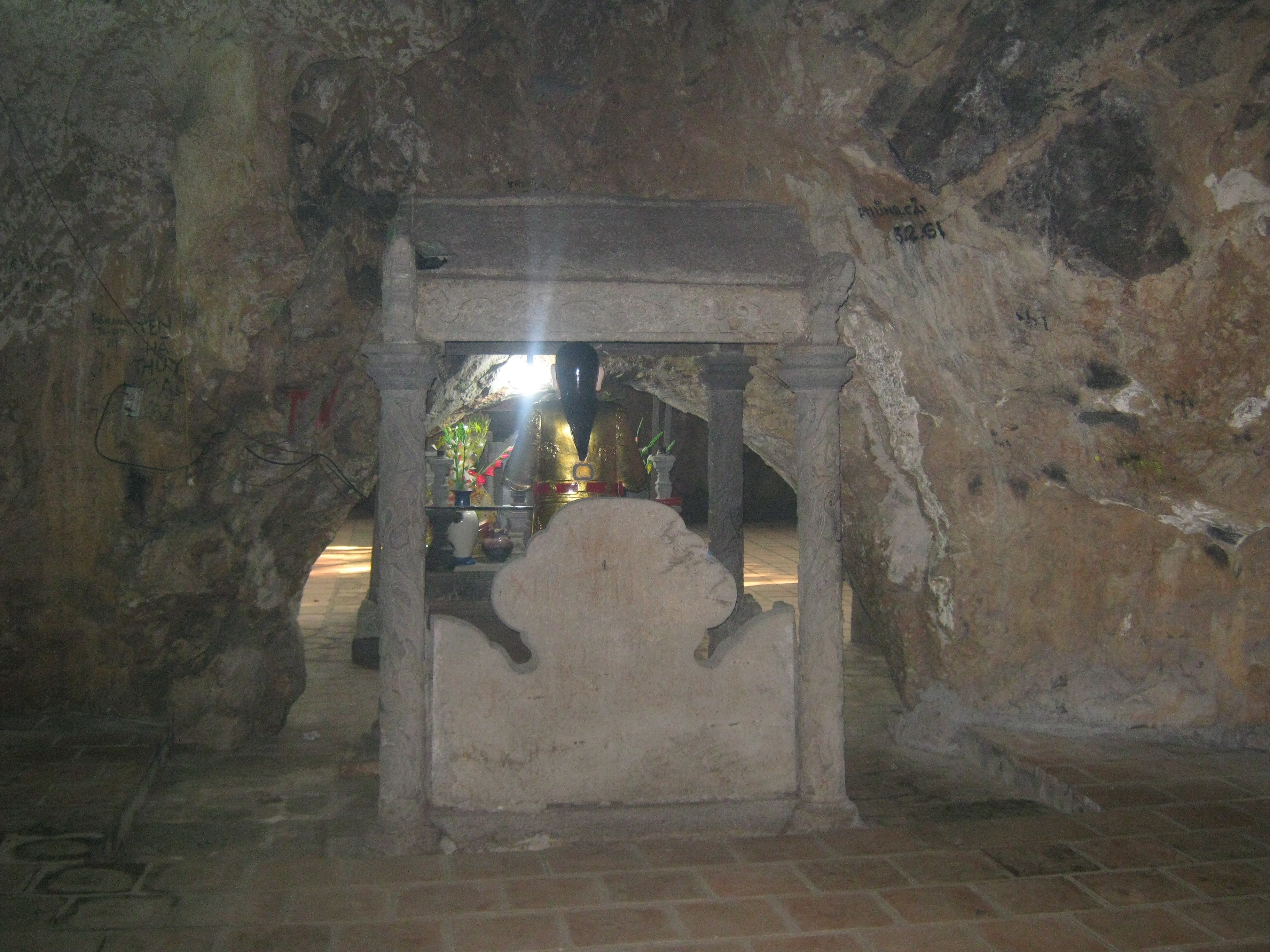
hang động
Tượng Tam Thanh động Thiên Tôn